# Rolaspis munroi
Rolaspis munroi är en insektsart som beskrevs av Hall 1946. Rolaspis munroi ingår i släktet Rolaspis och familjen pansarsköldlöss. Inga underarter finns listade i Catalogue of Life.